# Ramatuelle
 Ramatuelle  es una población y comuna francesa, que se encuentra en la región de Provenza-Alpes-Costa Azul, departamento de Var, en el distrito de Draguignan y cantón de Saint-Tropez.
Etimológicamente el nombre de la ciudad es arábigo, se supone fundada con base en un acuartelamento arábigo del siglo VIII

## Demografía
| 990 | 1253 | 1209 | 1762 | 1945 | 2131 |
| Para los censos de 1962 a 1999 la población legal corresponde a la población sin duplicidades (Fuente: INSEE [Consultar]) |      |      |      |      |      |

## Hijos ilustres
- Anne Dufourmantelle, psicoanalista.